# Змееголовник Крылова
Змееголовник Крылова (лат. Dracocephalum krylovii) — вид двудольных растений рода Змееголовник (Dracocephalum) семейства Яснотковые (Lamiaceae). Впервые описан украинским ботаником Владимиром Ипполитовичем Липским в 1904 году.

## Распространение и среда обитания
Эндемик Кемеровской области России. Типовой экземпляр собран у реки Мрассу.
Растёт на скалах.

## Ботаническое описание
Гемикриптофит.
Многолетнее травянистое растение с большим количеством опушённых стеблей длиной 15—25 см.
Листья тёмно-зелёные, голые с верхней стороны; нижние листья широкояйцевидные или яйцевидные, тупоконечные; верхние — продолговато-эллиптические или продолговатые.
Соцветие — ложная мутовка, несёт по 2—5 опушённых цветков с голубым венчиком; цветки размещены только на верхних ветвях.
Плод — орешек.

## Охранный статус
Считается редким видом. Занесён в Красную книгу Кемеровской области России.